# 物之所在地法
物之所在地法原则（拉丁語：Lex Loci Rei Sitae）是国际私法中关于涉外物权法律适用规则中的重要原则之一。
lex loci 一词源自拉丁语“lex” 表示法律，而 “loci” 表示地点，因法律行為而發生物權變動時，该法律行为的效力，一般應依物之所在地法。在大部分国家，该原则适用于所有涉及不动产的民事关系准据法的确定。